# مج اوانز
مَج اِوانز (انگلیسی: Madge Evans؛ ۱ ژوئیهٔ ۱۹۰۹ – ۲۶ آوریل ۱۹۸۱) یک هنرپیشه اهل ایالات متحده آمریکا بود.

## گزیده فیلمشناسی
از فیلم‌ها یا برنامه‌های تلویزیونی که وی در آن نقش داشته‌است می‌توان به آثار زیر اشاره کرد.
- جاسوسی (فیلم) (۱۹۳۷)
- تونل (فیلم ۱۹۳۵) (۱۹۳۵)
- دیوید کاپرفیلد (فیلم ۱۹۳۵) (۱۹۳۵)
- گران کاناریا (فیلم) (۱۹۳۴)
- شهردار جهنم (۱۹۳۳)
- خون ورزشی (۱۹۳۱)
- پسر هند (فیلم ۱۹۳۱) (۱۹۳۱)
- هفده (فیلم ۱۹۱۶) (۱۹۱۶)